# H. Stern

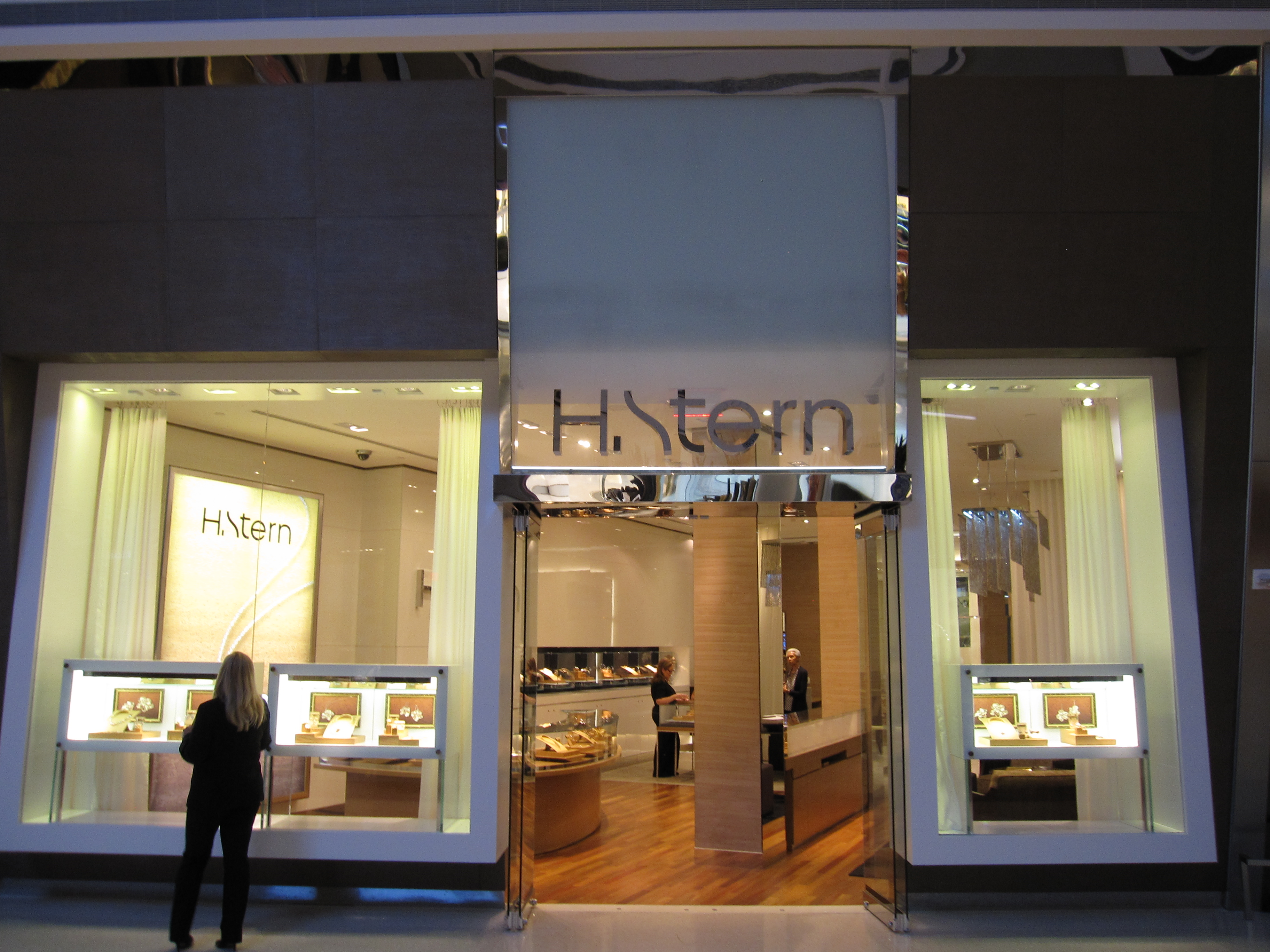
Filiaal van H. Stern in Las Vegas

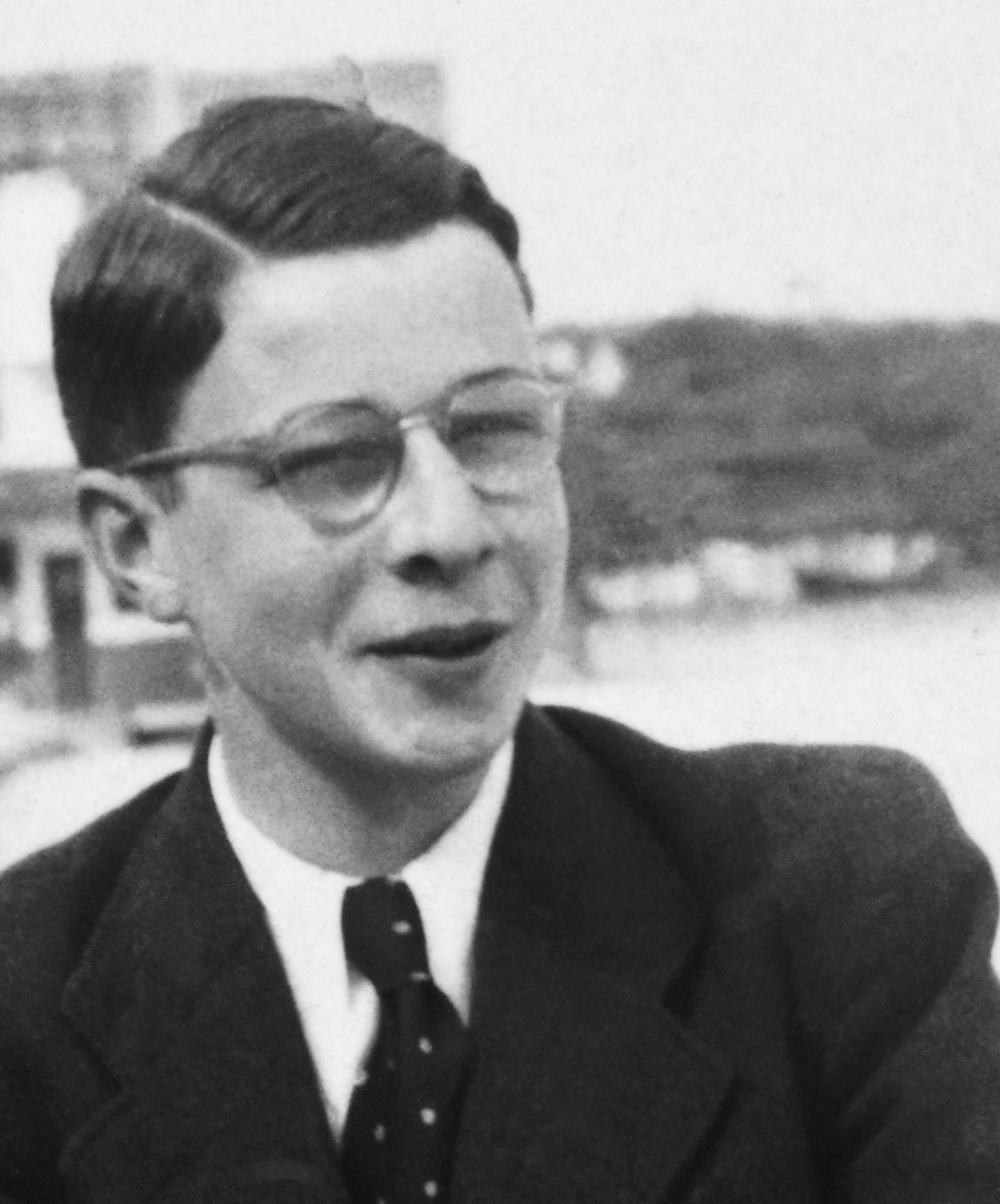
Oprichter Hans Stern in 1939, na zijn aankomst in Rio de Janeiro

H. Stern (voluit: H. Stern Joalheiros) is een Braziliaanse juweliersconcern met hoofdzetel in Rio de Janeiro. De onderneming ontwerpt, ontwikkelt en produceert met edelsteen gezette sieraden en exploiteert winkels op onder meer luchthavens, hotels en winkelcentra. Het concern is in 1945 opgericht door Hans Stern en telde in 2007 wereldwijd 3000 werknemers. Het concern bezit mijnen in Brazilië en heeft daar winkels, verspreid over het land. Daarnaast exploiteert H.Stern winkels in zestien landen, waaronder Argentinië, Duitsland, Frankrijk, Israël, Nederlandse Antillen, Peru, Portugal, Venezuela en de Verenigde Staten en is daarmee een van de grootste juweliers ter wereld.
Het hoofdkantoor van de juwelier in Rio de Janeiro herbergt naast een fabriek tevens het mineralogisch H.Stern Museum. Het museum omvat een verzameling kristallen, gepolijste Braziliaanse toermalijnen en zeldzame edelstenen.